# Terra Boa (Cabo Verde)
Terra Boa es una localidad caboverdiana del municipio de Sal.

## Geografía
La localidad está situada en la isla de Sal.

## Organización territorial
La localidad abarca los lugares y barrios de:
- Granja
- Lagedo
- Valados